# Соломон II
Соломон II (груз. სოლომონ II; 1772–1815) — останній імеретінський цар. Після його усунення Імереті, як і раніше Картлі-Кахетинське царство, було включено до складу Російської імперії.

## Життєпис
Був сином царевича Арчіла (пом. 6 жовтня 1775), брата царя Соломона I Великого, й царівни Єлени (1753–1786), дочки царя Картлі-Кахетинського царства Іраклія II. При народженні отримав ім'я Давид. 1784 року Соломон I, який після смерті свого сина Олександра залишився без нащадків чоловічої статі, помер, призначивши попередньо Давида своїм спадкоємцем. Однак двоюрідний брат Давида, Давид II, зайняв престол, розв'язавши громадянську війну. Іраклій II втрутився на боці онука. 10 червня 1789 року відряджене ним військо розбило армію Давида II у битві при Матходжі. Давид став новим царем Імереті під іменем Соломона II. Втім Давид II продовжив боротьбу за престол, допоки не зазнав остаточної поразки 1792 року.
Соломон II правив Імеретією, спираючись на підтримку Іраклія II та продовжуючи політику Соломона I щодо зменшення влади місцевої знаті.
Після смерті Іраклія 1798 року та включення Картлі й Кахетії до складу Росії 1801 року ситуація в Імереті значно ускладнилась. Васал імеретинського царя, князь Мегрелії, перейшов під російський протекторат. Соломон спробував заручитись підтримкою Туреччини й Ірану проти Росії, але головнокомандувач російських військ в Грузії, генерал Павло Цицианов, 20 квітня 1804 року ввів війська до Імереті та змусив Соломона II підписати угоду про російський протекторат над Імеретією. Відповідну угоду було підписано 25 квітня 1804 року.
4 липня Олександр I підтвердив конвенцію. Тим не менше, стосунки Соломона з Росією продовжували погіршуватись. 1809 року він підтримав повстання у Східній Грузії, розпочате його родичами, за що був ув'язнений у Тбілісі.
11 травня 1810 року через Ахалцихе він утік до Туреччини. Тим часом 20 лютого російська адміністрація усунула Соломона від влади та ввела війська, щоб узяти імеретінське царство під свій контроль. Соломон відповів тим, що повернувся на батьківщину та підбурив повстання проти Росії, спробувавши заручитись підтримкою Туреччини, Ірану та наполеонівської Франції. Після поразки повстання у вересні 1810 року він утік до Трапезунда, де й помер 7 лютого 1815. Його було поховано в соборі святого Григорія Ніського.
1990 тіло останнього грузинського царя було перенесено до Гелатського монастиря. Канонізація монарха відбулась 27 червня 2005 року.